# Tomàs Puig
Tomàs Puig (Figueras, 1771 — Figueras, 1835) fue un político español afrancesado de principios del siglo XIX. Destacó por su defensa de la incorporación de Cataluña al Imperio francés y se le considera un precursor del catalanismo político. Colaboró activamente con la administración francesa durante la ocupación napoleónica y se dice que inspiró la política «catalanista» del mariscal Augereau. Josep Fontana, lo ha considerado «el caso más notable de afrancesado "de convicción"» en Cataluña.

## Biografía
Perteneciente a una familia de ricos terratenientes del Ampurdán, estudió filosofía y jurisprudencia en las universidades de Cervera y de Huesca, donde se doctoró en cánones. Tras su participación en la Guerra de la Convención como capitán del somatén, el rey Carlos IV le concedió en 1799 el título de Ciudadano Honrado de Barcelona. Comenzó a ejercer como abogado en Figueras y durante 1804 y 1805 viajó por varios países europeos ―Francia, Holanda e Inglaterra― y en 1808 se adhirió a la causa de José I Bonaparte, por lo que sería calificado como «afrancesado». Como ha destacado el historiador Juan Mercader Riba, «fue uno de los pocos catalanes ilustrados que admiraba la Francia imperial por su administración regular, por la igualdad civil y por la supremacía del Estado laico por encima de la Iglesia». Su apoyo a los ocupantes napoleónicos desde el primer momento le supuso persecuciones y prisión a manos de los «patriotas» que no reconocían la legitimidad de la monarquía josefina.
Colaboró con José Garriga Buach, otro destacado afrancesado catalán, cuando este llegó a Figueras como Comisario Regio para Cataluña nombrado por José I Bonaparte, y cuando Cataluña fue desgajada de la soberanía directa de José I en virtud del decreto de Napoleón de 8 de febrero de 1810 y quedó convertida en una gobernación militar bajo el mando del mariscal Augereau, Tomàs Puig se convirtió en uno de su más firmes colaboradores catalanes hasta el punto de escribir o inspirar las proclamas en francés y en catalán (nunca en castellano) que hizo Augereau, en las que anunciaba la nueva situación del «Principado de Cataluña» y en las que aludía a las viejas glorias de los catalanes a los que llamaba «los franceses de España». «Sí, vencedores de Atenas y de Neopatria… La patria catalana va a renacer de sus cenizas… Napoleón el Grande os va a dar un nuevo ser…», decía una de ellas. Durante ese período el catalán fue lengua oficial junto con el francés. Augereau nombró Tomàs Puig corregidor de Gerona y más tarde presidente de la Corte de Apelación de la Cataluña napoleónica, aunque la falta de recursos impidió que se pusiera en marcha esta nueva planta judicial de acuerdo con el sistema francés, por lo que hubo de conformarse con seguir siendo el corregidor de Gerona.
Cuando Augereau fue sustituido por el mariscal Étienne Jacques Joseph Macdonald, duque de Tarento, Tomàs Puig perdió casi toda su influencia y fue destituido del cargo de corregidor de Gerona. Macdonald inició una nueva política menos «catalanista» y entre otras medidas restableció el carácter oficial del castellano. Sin embargo, cuando Macdonald procedió a reorganizar el sistema judicial afrancesado contó con Tomàs Puig pero este no pasó de ser, en palabras de Juan Mercader Riba, «un burócrata más entre tantos y se sumó a las filas de aquellas minorías adormecidas y amorfas que constituyeron en Cataluña el partido afrancesado».
Tras la restauración borbónica en España de 1814 se exilió a Francia ―en Montpellier estudió ciencias naturales―. Dos años después volvió a Cataluña pero hasta 1821, gracias a la amnistía de los afrancesados decretada durante el Trienio Liberal, no pudo recuperar los bienes que le habían confiscado. A partir de entonces vivió en Figueras ejerciendo de abogado —y dedicado a administrar sus tierras y sus negocios—, pero alejado de la política. Allí falleció en 1835.